# کرباسده
کرباسده، روستایی است از توابع بخش کوچصفهان شهرستان رشت در استان گیلان ایران.

## جمعیت
این روستا در دهستان لولمان قرار دارد و براساس سرشماری مرکز آمار ایران در سال ۱۳۸۵، جمعیت آن ۱۲۰۳ نفر (۳۲۸خانوار) بوده‌است.ازنظر شرایط آب و هوا و مناظر محیطی جزوء یکی از زیباترین روستاهای استان گیلان به شمار میروددارای مردمی خون گرم ومهمان نواز است